# Требишов
Тре́бишов (словац. Trebišov, укр. Требишів, нем. Trebischaul, венг. Tőketerebes) — небольшой город на востоке Словакии на территории Восточнословацкой низменности. Население — около 25 тыс. человек.
Через город проходит ширококолейная линия Ужгород — Кошице.

## История
Требишовская крепость была впервые упомянута в 1254 году. В 1330 Требишов получил права города.
Особенностью Требишовского района является факт, что четверть населения являются православными и униатами.

## Население
| Год:                | 1994   | 2004    | 2014    | 2024    |
| ------------------- | ------ | ------- | ------- | ------- |
| Количество человек: | 21 824 | 22 934  | 24 500  | 22 780  |
| Разница:            |        | +5,08 % | +6,82 % | −7,02 % |

## Достопримечательности
- Руины крепости Парич
- готический приходской костёл
- Паулинский монастырь
- православная церковь
- Мавзолей Андраши